# Die zerstörte Stadt

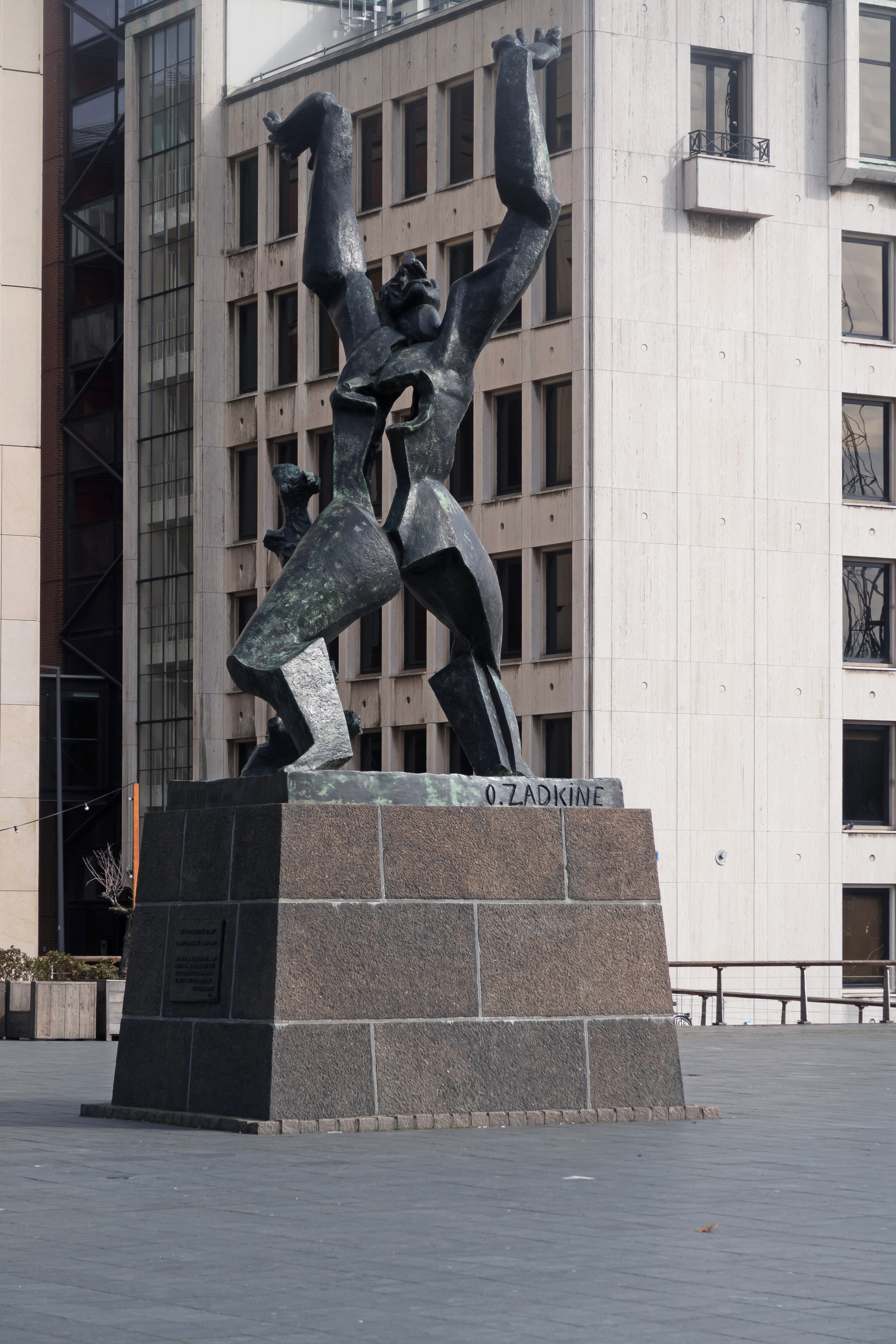
Die zerstörte Stadt

Die zerstörte Stadt (niederländisch De verwoeste stad) ist eine Bronzeplastik des belarussisch-französischen Bildhauers Ossip Zadkine in Rotterdam. Sie erinnert an die Bombardierung der Stadt durch die deutsche Luftwaffe während des Zweiten Weltkriegs, bei der das Zentrum der Stadt nahezu vollständig zerstört wurde. Die 6,50 Meter hohe Plastik stellt in expressiven Formen einen Mann ohne Herz dar und symbolisiert das Herz der Stadt Rotterdam, das während des Bombardements verloren ging. 

## Geschichte
Nach eigener Aussage Zadkines entstand die Idee zur Plastik während einer Zugfahrt von Paris ins niederländische Deurne, wo er einen Freund, den Arzt Hendrik Wiegersma besuchen wollte. Als der Zug über das Luchtspoorviadukt durch Rotterdam fuhr, sah er die Stadt in Schutt liegen. Das Werk entstand zwischen 1951 und 1953 und wurde am 15. Mai 1953 auf dem Plein 1940, zwischen Leuvehaven und dem Maritiem Museum, enthüllt. 
Die Stadt erhielt das Werk als Geschenk der Direktion des Warenhauses De Bijenkorf. Der damalige Bürgermeister Gerard van Walsum nahm es entgegen. Eine der Bedingungen der Schenkung war, dass das Bildnis dort dauerhaft stehen bleiben solle.
Ab 2005 wurde die Plastik restauriert und verschwand während dieser Zeit kurzzeitig von ihrem Platz. Am 14. Mai 2007 gab ihr Bürgermeister Ivo Opstelten den prominenten Standort auf dem Plein 1940 zurück. Während seines Staatsbesuchs in den Niederlanden im Oktober 2007 legte der deutsche Bundespräsident Horst Köhler hier einen Kranz nieder.
2007 wurde dem Denkmal der Status eines Rijksmonuments zuerkannt. Im Volksmund heißt die Plastik „Jan Gat“.